# WAR HEAD
『WAR HEAD』（ウォー・ヘッド）は、1980年7月21日にアルファレコード（現：ソニー・ミュージックレーベルズ）から発売された坂本龍一初のシングル。

## 解説
「WAR HEAD」は「Lexington Queen」のトラックを元にしてBPMを早めて作られた曲。ヴォーカルはクリス・モスデル。坂本によれば、ニューウェイヴっぽい、ザラついた音質が好きだった頃の作品だという。
“Lexington Queen” (en、レキシントン・クイーン) とは、1980年4月、東京六本木にオープンしたクラブの名称。同店のオープニングパーティにて、このシングルが記念品として招待客へプレゼントされた。
レコードは透明紫色のカラーレコード、ジャケットは折りたたみ式のミニポスターとなっている。

## 収録曲
| 全作詞: クリス・モズデル、全作曲・編曲: 坂本龍一。 |                     |                  |            |      |
| #                                                  | タイトル            | 作詞             | 作曲・編曲 | 時間 |
| 1.                                                 | 「WAR HEAD」        | クリス・モズデル | 坂本龍一   | 4:35 |
| 2.                                                 | 「Lexington Queen」 | クリス・モズデル | 坂本龍一   | 4:50 |
| 合計時間:                                          | 合計時間:           | 9:25             |            |      |

## クレジット

### WAR HEAD
- Voice : Chris Mosdell
- Guitars : Kenji Omura
- Drums : Yukihiro Takahashi
- Bass : Haruomi Hosono
- Other All Instruments : Ryuichi Sakamoto

- Engineered by Mitsuo Koike
- Recorded at Studio "A"(ALFA)